# John Dominic Crossan

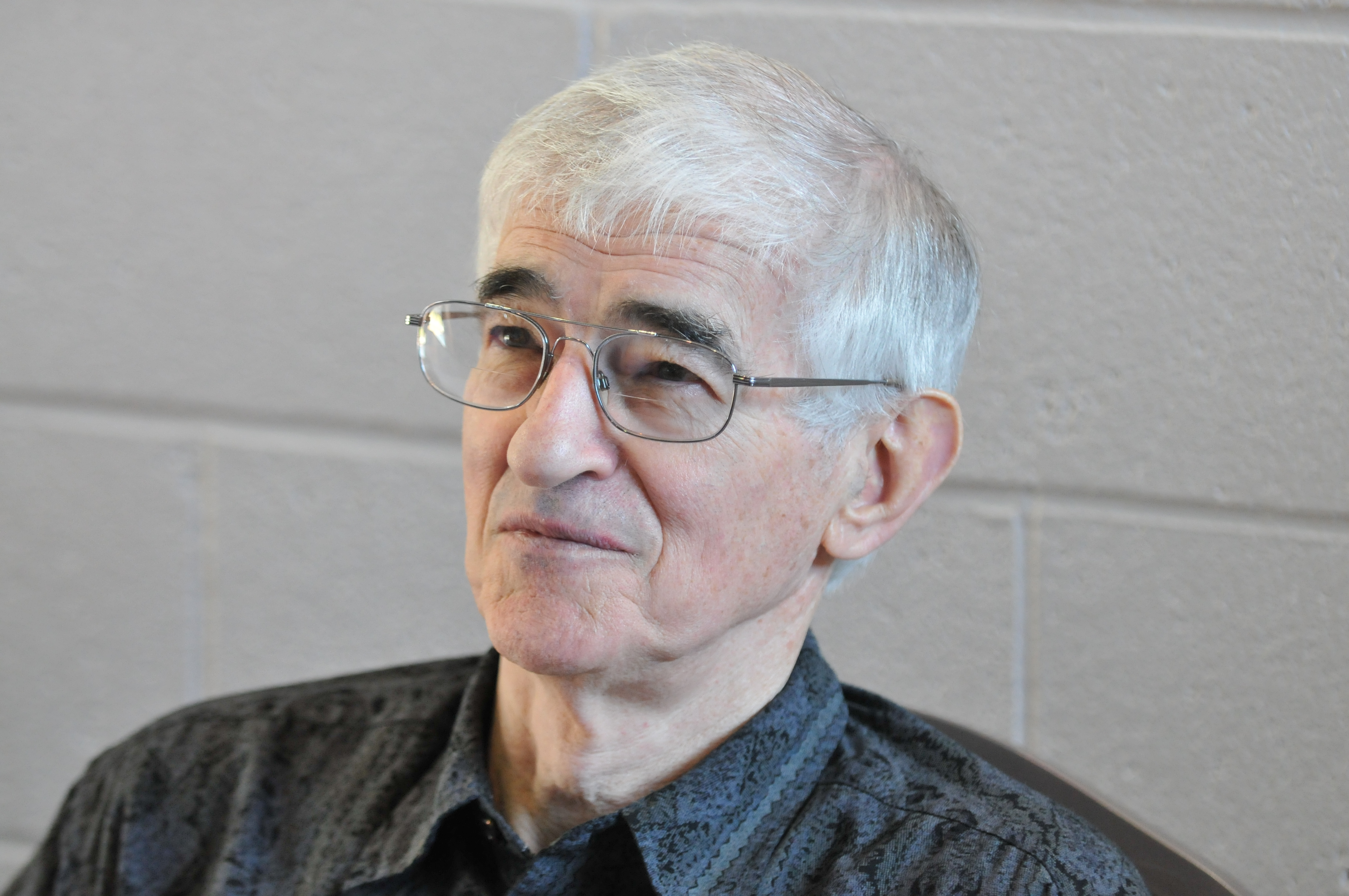
John Dominic Crossan

John Dominic Crossan (nascido em Nenagh, Condado de Tipperary, Irlanda em 1934) é um teólogo conhecido por ser o co-fundador do controverso Jesus Seminar. Crossan é uma figura importante no campo da arqueologia bíblica, antropologia, Novo Testamento e Alta Crítica. Ele é também conhecido por ter aparecido na televisão em documentários sobre Jesus e a Bíblia. Ele é especialmente influente no campo dos estudos sobre o Jesus histórico, embora receba muitas críticas por parte de outros estudiosos por causa de sua metodologia.
Ele é casado com Sarah, mas não possui filhos biológicos. Ela teve dois filhos e 5 netos. 
Entre 1950 e 1969, foi membro da Ordem dos Servos de Maria (servitas), uma ordem religiosa da Igreja Católica. Largou o ofício religioso por querer se casar e devidos aos constantes conflitos que tinha com o arcebispo cardeal de Chicago.

## Religioso Católico
1. entre 1950 e 1969, foi membro da Ordem dos Servos de Maria (servitas), uma ordem religiosa da Igreja Católica, tendo sido ordenado sacerdote em 1957;
2. em 1959 recebeu o Doutorado em Teologia no St Patrick's College (Maynooth) (Irlanda)[2];
3. entre 1959 e 1961 estudou no Pontifício Instituto Bíblico em Roma;
4. entre 1965 e 1967 estudou na Escola Bíblica de Jerusalém[1] [3].

## Carreira Acadêmica
1. entre 1969 e 1995 integrou o corpo docente da DePaul University, em Chicago[2];
2. entre 1985 e 1996 foi co-presidente do Jesus Seminar;
3. entre 1972 e 1976 presidiu o Seminário Parábolas;
4. entre 1980 e 1986 foi editor da "Semeia"[4] uma publicação de crítica bíblica;
5. entre 1993 e 1998 foi presidente da Seção Jesus Histórico da Sociedade de Literatura Bíblica, uma associação internacional para o estudo acadêmico da Bíblia com sede nos Estados Unidos;
6. recebeu prêmios de excelência acadêmica da Academia Americana de Religião, em 1989; da DePaul University, em 1991 e em 1995; e um doutorado honorário da Stetson University (DeLand, Flórida), em 2003[1] [3].

## Obra
Escreveu 27 livros que abordam principalmente o Jesus Histórico, o Apóstolo Paulo e o Cristianismo Primitivo. O núcleo acadêmico de sua obra é a trilogia de "O Jesus Histórico: A Vida de um Camponês Judeu no Mediterrâneo" (1991), "O Nascimento do Cristianismo" (1998) e "Em Busca de Paulo" (2004), em co-autoria com o arqueólogo Jonathan L. Reed. Também merecem destaque os livros que escreveu em conjunto com Marcus Borg: "A Última Semana, um Relato Detalhado dos Dias Finais de Jesus" (2006) , "O Primeiro Natal" (2007) e "The First Paul: Reclaiming the Radical Visionary Behind the Church's Conservative Icon" (2009)  .

No prólogo de O Jesus Histórico. "A vida de um Camponês Judeu no Mediterrâneo", explica que sua metodologia articula três níveis: o antropológico-social, o histórico e o literário. O ponto de partida é o aspecto literário, no qual se preocupa em discernir quais elementos da tradição se referem ao Jesus Histórico. Cossan diz que se preocupa em: 
| “ | como fazer para pesquisar essas camadas sedimentadas a fim de descobrir o que Jesus realmente fez e disse, e, mais importante, como fazer isso com alguma integridade acadêmica e validez metodológica | ” |

Por isso, Crossan, desenvolveu seu método de pesquisa a partir da construção de uma lista de fontes canônicas e extracanônicas contextualizadas historicamente e literariamente (inventário). Na segunda etapa, essas fontes são classificadas de acordo com sua datação (estratificação). Na terceira etapa (testemunho) é feita uma análise da recorrência de cada texto nas várias fontes do inventário. Na quarta etapa é feita uma leitura dos textos considerando-se o valor de cada fonte, que é maior quando sua datação é mais antiga, pois as fontes mais antigas seriam as mais próximas do Jesus Real, além disso, entende-se que o fato de determinado texto aparecer recorrentemente em diversas fontes como indício de autenticidade.
Crossan valoriza especialmente o Evangelho de Tomé e a Fonte Q, pois são documentos que trazem, quase que exclusivamente, ditos e sentenças de Jesus e não narrativas de milagres e nem os relatos da paixão, morte e ressurreição de Jesus. Essa opção conduz a um retrato de Jesus como um mestre de sabedoria.
Outro mérito de Crossan, é o grande conhecimento do contexto sócio-cultural do Mundo Mediterrâneo e da Galileia da época; dos sistemas da Paz Romana e do apadrinhamento, presente até hoje na América Latina; da situação de turbulência social na Palestina da época; das expectativas escatológicas relacionadas como advento do Reino de Deus; e dos temas da comensalidade e da sabedoria.
No livro "A Última Semana, um Relato Detalhado dos Dias Finais de Jesus", utiliza o Evangelho de Marcos como fonte para defender a tese de que Jesus foi um radical que morreu na cruz não para redimir nossos pecados, mas para servir de modelo de combate ao mal. E o mal, tanto poderia ser o antigo Império Romano quanto qualquer governo que oprima um povo por meio da política ou da exploração econômica. Trata-se de um ponto de vista polêmico, pois se opõe a tese mais aceita entre os cristãos que afirma que Jesus morreu pelos pecados do mundo.